# ブレイドブレイカー
『ブレイドブレイカー』(BLADE BREAKER)は、鈴木恭太郎による日本の漫画。『ヤングキングアワーズ』（少年画報社）において、2010年5月号から11月号まで隔号連載、同年12月号より2011年7月号まで毎号連載。その後、『月刊ヤングキング』（同社）に掲載誌を移して2011年9月号より連載再開し、2012年7月号まで連載された。
単行本は、全4巻が発売されている。

## あらすじ
大学生の大森大樹は、人の放つ「殺気」が見える特殊能力者。幼い頃から人間の汚さを感じ取って来た……。
ある日、女友達を狙うストーカーの刃物を大樹があっさりと避ける姿を見た少女・桜に「主となってくれ」と頼まれた!?

## 登場人物
大森 大樹（おおもり たいき）
ある日友人の京香を狙うストーカーをあしらう姿を認めた桜により「妖刀の主」として選ばれてしまった大学生。生まれつき｢殺気（悪意）を視覚化して見る」ことが可能という体質でそのことから人並み外れた達人と勘違いされてしまった。人知れず他人の暗黒面を見せつけられてきたためか「人間不信」の気がある。そのため「殺気を視る能力」に関しては桜にも打ち明けていない。
藤堂との立ち合いで両腕を切断されるが、桜と刀狩りの取引もあって一命を取り留める。それから約1年半、京香の実家である剣道場で稽古を積み、桜の帰還と合わせて「刀狩り」に対しての外部協力者・桜組として活動することになる。
「刀守り」によるレインボーブリッジ崩落事件で歴代使い手の一人小野善鬼に弟子と認められるが、鈴音を救えなかった事も含めて自身の力不足を痛感し、一年近く姿を消し現われた際には第三の妖刀使いとして「刀折り（ブレイドブレイカー）」を名乗る。
桜（さくら）
大樹を主として選んだ少女。先天的に偉そうな古めかしい言葉遣いで常識に欠けた行為が目立つが、情には篤い性格。その正体は妖刀を収めるために作られた『鞘』で身の内には「十六花閃」と謳われた一振り《永遠の櫻花》を封じている。
古より続く妖刀にまつわる『鞘』と『使い手』の悲劇から【全ての妖刀の破壊】を望んでおり、刀狩り側からは鞘としては既に「壊れて」いるのではないかと危ぶまれている。
本間 京香（ほんま きょうか）
大樹の友人。実家は剣道道場をやっている。大樹に助けてもらって以来、彼のことが気になっている様子である。突如として現われた桜の存在から「大樹のロリコン疑惑」が進行中。

### 刀狩り
藤堂 貴俊（とうどう たかとし）
妖刀を管理する国家機関・「刀狩り」に所属する男で後述の藤乃の主。自身の技にプライドを持つ「武人」であり、悪く言えば「剣術バカ」。刀狩り側の人間としては大樹たちと接触が多い。
大樹のアパートを買い取った際に監視役として部下共々引っ越してくるが、部屋同士を内扉で繋げてしまったり、仕事以外では部下に口出ししないなどけっこうアバウトな人。
藤乃（ふじの）
藤堂に仕える妖刀の『鞘』。桜と同じく「十六花閃」と謳われた一振り《満天の藤》を封じている。桜同様、外見は年端もいかぬ少女の姿をしている。しかし、桜より胸はある（AAAカップ）。
タキ
刀狩りに所属する使い手。本人も含めて指揮するチーム「桔梗組」は組織内では荒事が専門で交渉事は苦手。勘働きが強く、大樹の奥底に隠された「人間不信」を感じ取っている。剣は我流で技も粗いが、体を張った戦法で戦う天然バカ。
桔香（きっか）
タキの相棒で妖刀の『鞘』。見た目は10代半ば。桜・藤乃と同じく、「十六花閃」と謳われた一振り《夕闇の桔梗》を封じている。蓮っ葉な言葉遣いだが、実は甘えん坊。
鏡守（かがみもり）
刀狩り内部でも「妖刀の探索能力」を持つ女性。本名は不明ながら、「壇ノ浦の記憶」を持ち水に触れると錯乱することがある。
織田（おだ）
鏡守の守護役を務める妖刀使い。質実剛健な男。
蘭丸（らんまる）
織田を主とする妖刀の『鞘』。封じる妖刀は《煉獄蘭渦》。
陽太（ようた）、朱寧（あかね）
刀狩りの中で関東に配されている十六花閃のひとつ《夕顔》の使い手と鞘。キャラクターは作者の別作品から名前を変えて引用されている。陽太は血の気が多く、妖刀を返還した杉本を素手で制圧した。

### 刀守り
水上（みなかみ）
刀狩りと対立する組織「刀守り」の使い手。組織内の妖刀使いのリーダー的存在で、無用な殺生は嫌うも必要ならば行動を起こす。
静（しずか）
水上を主とする妖刀の『鞘』。源義経が振るったという妖刀《鬼一の睡蓮》を封じている。
草間修兵（くさま しゅうへい）
刀狩りと対立する組織「刀守り」の使い手だが、剣術も使えず他者を小馬鹿にする品性は下劣な男。鞘にとってはタダでは済まない神通開封を当たり前に使い、自分は戦わない。
大樹に右手を切り落とされ（更に藤堂の手で細切れにされた）、桜との連携で妖刀も叩き折られた末、逃亡を図るが水上の手で処分された。
鈴音（すずね）
修兵を主とし、妖刀《不動の君影草》を封じる『鞘』。自身の持つ「妖刀」と言う力に対しての考え方から修兵のような人間も主として認めて仕えている。妖刀を失い、沖田の最後の勝負を見届けたのち、崩れた橋脚の下敷きになって逝き、その場には君影草の花が咲き残った。
杉本（すぎもと）
刀狩りと対立する組織「刀守り」の使い手。撤退の際に刀狩りの増援に阻まれ、妖刀を返還した上で戦うが満身創痍で捕らえられる。本人の弁によると父親が刀狩りに殺されたとのこと。
撫子、綾芽（なでしこ、あやめ）
「刀守り」に属する妖刀の『鞘』。撫子は桔香と因縁がある。綾芽は十六花閃の一振り《表門の菖蒲》を封じ、後述の若月の妹。これ以外にも水中戦を得意とするペアがひと組存在する。

### その他
若月（わかつき）
とある家に刀の状態で眠っていた『鞘』で見た目は成人女性。祖母と孫、二人暮らし（父親は出稼ぎ中）の家で目覚め共に暮らしていた。
居場所を突き止めた刀狩りとの交渉中、タキを狙った対立組織の流れ弾に当たり死亡。封じていた妖刀《裏門の杜若》を解き放ってしまう。

## 用語
妖刀（ようとう）
長い歴史の中で数多の命を奪い続ける内に自らの意志と肉体を得た「刀」。妖刀同士で戦った際には勝利した方が相手の妖力を喰らいさらに力を高める。
「鞘」に封じられた状態でも常識はずれな切れ味を誇り、鉄だろうと石だろうと容易く両断するが、鞘から抜き放っていられるのは1時間ほど。
十六花閃（じゅうろくかせん）
作中において妖刀の中でも指折りの力を持つ物。花に象徴される名を持ち、「刀狩り」内には関東圏内だけでも六振りの妖刀と使い手が存在する。
鞘（さや）
妖刀を封じるために作られた「人の形をした器」。女性の姿を持ち、自らの意志で主を選び妖刀を狩ることを役目とする。妖刀以外に「主」の記憶も保持し神通開封と呼ばれる現象でかつての「使い手」たちを呼び出すことも可能。
多くの鞘が眠りを挟みながらも数百年生きているが、「壊れた」と判断された鞘は廃棄されるという言葉もあり、「新たに鞘を作る方法」があるか、妖刀を失った鞘に新たに任せるかする模様。
神通開封（じんつうかいふう）
かつての「使い手」と「妖刀の分身」を呼び出す。呼び出された使い手は不死身で妖刀以外では倒せない。鞘にとっては自らの命を削る奥の手の1つであり、妖刀同士での使用は「果てしない潰し合い」となるため、禁じ手とされる。
神通変顕（じんつうへんげん）
鞘の持つ奥の手の1つ。妖刀の力を意図的に完全開放するらしく、水面を走ったり、巨大建造物を一刀両断する威力を見せたりする。中には「不動金縛り」など、正に妖術じみた力を発揮するモノもある。
使い手（つかいて）
鞘と契約し、主となった者。掌には契約の証としての紋様が刻まれ、その拳が妖刀や鞘自身と並んで妖刀を傷つけることが可能な武器となる。ただし、多少のダメージを与える程度ならともかく、素手で刀を持つ相手を殴り倒すことは容易なことではない。
刀狩り（かたながり）
古来より、妖刀の存在の隠蔽・管理を行う国家機関。表の国家組織より長く存在し続けており、その力は強大である。外部協力者となった大樹に二千万円を支度金としてぽんと支払い、アパートも買い取ってしまったらしい。
使い手と鞘を中心としたチームで活動しており、封じられた妖刀の名を呼称として用いている。
刀守り（かたなもり）
刀狩りに対立する形で現われたテロ組織。刀狩り同様に妖刀と使い手、そして「鏡守」を有する他、国外の軍組織の協力を得ている。

## 単行本
- 鈴木恭太郎 『ブレイドブレイカー』 少年画報社 〈ヤングキングコミックス〉、全4巻
コミックス本体表紙には「女性キャラ バストサイズ対比表」が描かれている。
  1. 2010年11月9日発売 ISBN 978-4-7859-3503-0
  2. 2011年5月9日発売 ISBN 978-4-7859-3620-4
  3. 2011年12月19日発売 ISBN 978-4-7859-3755-3
  4. 2012年7月30日発売 ISBN 978-4-7859-3887-1